# Andrés Matonte
Andrés Matías Matonte Cabrera (Uruguay, 30 de marzo de 1988) es un árbitro internacional de fútbol de nacionalidad uruguaya, que también se desempeña como profesor de educación física. 

## Trayectoria
Tras iniciar su formación con 20 años en 2008, en 2017 debutó en el Campeonato Uruguayo de Fútbol, en el empate 0-0 entre Fénix y River Plate.
Desde 2019 es árbitro internacional FIFA, ha dirigido en torneos como los Sudamericanos Sub-15 y Sub-17 del año 2019, el Preolímpico Conmebol 2020, la Copa Árabe de la FIFA 2021, final de la Copa Sudamericana 2021 y las Eliminatorias Sudamericanas rumbo a Catar 2022.
Gracias a su desempeño, Matonte fue elegido dentro del panel de árbitros centrales de la Copa Mundial de Fútbol de 2022.
En el año 2023 fue el juez uruguayo con más participación internacional. Fue designado para representar a Conmebol en el Copa Mundial de Clubes de la FIFA 2022. Dirigió también la final de vuelta de la Recopa Sudamericana 2023 jugado en Estadio de Maracaná. 
Participó en grupos, octavos, cuartos y semifinal de Copa Libertadores 2023. En Clasificación de Conmebol para la Copa Mundial de Fútbol de 2026 dirigió Paraguay-Peru y Colombia-Brasil.